# امزوغ (بوكرام)
امزوغ هو دُوَّار يقع بجماعة مولاي عيسى بن إدريس، إقليم أزيلال، جهة بني ملال خنيفرة في المملكة المغربية. ينتمي الدوّار لمشيخة بوكرام التي تضم 3 دواوير. يقدر عدد سكانه بـ 191 نسمة حسب الإحصاء الرسمي للسكان والسكنى لسنة 2004.

## روابط خارجية
- البوابة الوطنية للجماعات الترابية
- المندوبية السامية للتخطيط